# Andrew Cruickshank
Andrew John Maxton Cruickshank (* 25. Dezember 1907 in Aberdeen, Aberdeenshire, Schottland; † 29. April 1988 in London, England) war ein britischer Schauspieler.

## Leben
Cruickshank besuchte die Aberdeen Grammar School und studierte Bauingenieurwesen. In seinem erlernten Beruf war er jedoch nie tätig, stattdessen nahm er eine Karriere als Theaterschauspieler auf. Zunächst gehörte er zum Ensemble lokaler Theater, 1930 spielte er in Othello am Savoy Theatre und 1934 hatte er sein Debüt am Broadway. Nach seiner Rückkehr nach London spielte er 1935 am Gate Theatre in Victoria Regina. Ab 1937 spielte er mit der Old Vic Company unter anderem in Macbeth, Ein Sommernachtstraum und Hamlet. Bis 1987 trat er, zumeist in London, in zahlreichen Theaterproduktionen auf; zwischen 1951 und 1952 kehrte er noch einmal an den Broadway zurück, wo er neben Uta Hagen in George Bernard Shaws Drama Die heilige Johanna als Richard de Beauchamp, Earl of Warwick auftrat.
Cruickshank trat erstmals 1937 in einem Spielfilm auf. Unter anderem war er in Der große Atlantik, Richard III., Panzerschiff Graf Spee und Die 39 Stufen zu sehen. In Miss-Marple-Film Vier Frauen und ein Mord spielte er als Richter Crosby an der Seite von Margaret Rutherford. Größere Bekanntheit beim britischen Fernsehpublikum erlangte er durch seine Darstellung des Dr. Angus Cameron in der Fernsehserie Dr. Finlay’s Casebook, von der zwischen 1962 und 1971 insgesamt 191 Folgen entstanden.
Cruickshank war verheiratet und hatte drei Kinder. In seinem Gedenken wurde eine Straße in Milton Keynes, Buckinghamshire nach ihm benannt.

## Filmografie (Auswahl)
- 1937: Auld Lang Syne
- 1947: The Mark of Cain
- 1950: Die unbekannte Zeugin (Your Witness)
- 1950: Rächendes Schicksal (The Reluctant Widow)
- 1951: Schwarzes Elfenbein (Where No Vultures Fly)
- 1953: Der große Atlantik (The Cruel Sea)
- 1955: Verliebt in eine Königin (John and Julie)
- 1955: Richard III.
- 1956: Panzerschiff Graf Spee (The Battle of the River Plate)
- 1956: Der Preis für fünf Jahre Glück (The Secret Tent)
- 1957: Esther Costello (The Story of Esther Costello)
- 1958: Kleine Übeltäter (Innocent Sinners)
- 1958: Gegen Sitte und Moral (A Question of Adultery)
- 1959: Die 39 Stufen (The 39 Steps)
- 1959: Die Würger von Bombay (The Stranglers of Bombay)
- 1960: Entführt – Die Abenteuer des David Balfour (Kidnapped)
- 1961: El Cid
- 1962: Auf zur Navy (We Joined the Navy)
- 1962–1971: Dr. Finlay’s Casebook (Fernsehserie, 191 Folgen)
- 1963: Flieg mit mir ins Glück (Come Fly with Me)
- 1964: Vier Frauen und ein Mord (Murder Most Foul)
- 1982–1984: Crown Court (Fernsehserie, 8 Folgen)
- 1983: Wagner – Das Leben und Werk Richard Wagners (Wagner, Miniserie, 5 Folgen)
- 1984: Miss Marple – Die Tote in der Bibliothek (The Body in the Library, Miniserie, 3 Folgen)
- 1984: Puccini (Fernsehfilm)
- 1986–1988: King & Castle (Fernsehserie, 9 Folgen)

## Broadway
- 1934: Richard of Bordeaux
- 1951–1952: Die heilige Johanna